# 乾隆秘史
《乾隆秘史》 曾名《红楼梦秘史》/《大清宝典》，是导演尤小刚执导的一部古装电视连续剧，讲述了清朝乾隆年间几大家族从声名显赫到家族毁灭的命运悲剧。其故事情节和人物根据《刘心武揭秘红楼梦》(1至5卷)和《红楼梦八十回后真故事》改編。2013年3月起在横店影视城开机拍摄，同年7月杀青。

## 播出平台
| 頻道          | 地區 | 播映日期      | 播出時間                     | 备注     |
| ------------- | ---- | ------------- | ---------------------------- | -------- |
| Malima TV     | 泰國 | 2015年4月23日 | 周四/周五/周六 一集 (泰文版) | 网络播出 |
| CHING         |      | 2015年9月21日 | 周一至周五 一集              |          |
| 爱奇艺vip频道 | 中国 | 2016年4月27日 | 当晚20:00在全集上线          |          |

## 劇情
因“弘皙逆案”，京师四大家族赵、王、李、薛涉及其中。李家首被抄家籍没，赵頫父子谒见弘皙，请援李家。弘皙将李家罪产藏匿于府中，并觊觎四大家族的财产，为自己事业经济支持所用。赵家被卷入皇室矛盾，如惊弓之鸟。赵王氏为保赵家，棒打鸳鸯林颦儿(舒畅 飾)，骗赵芹(迟帅 飾)与薛家联姻....

## 演员
| 演员   | 角色           | 介紹           |
| 張煜楓 | 雍正帝         |                |
| 李志新 | 允祿           |                |
| 石占營 | 允禮           |                |
| 王耀庆 | 乾隆帝         |                |
| 耿黎明 | 孝賢純皇后     |                |
| 吳晗峰 | 永璉           |                |
| 李成儒 | 弘晳           |                |
| 舒畅   | 林颦颦         | 林黛玉         |
| 迟帅   | 赵宝芹(甄宝芹) | 曹雪芹、贾宝玉 |
| 邬靖靖 | 绮玉           | 妙玉           |
| 馬俊豪 | 董金铎         |                |
| 孙逊   | 永琛(陈若兰)   | 永琛、北静王   |
| 周庭伊 | 薛芜君         | 薛宝钗         |
| 吴若甫 | 赵頫           | 曹頫、贾政     |
| 石筱群 | 秋影           | 贾元春         |
| 吕中   | 赵母           | 贾母           |
| 程晓燕 | 王金凤         | 王熙凤         |
| 赵煊   | 赵时飞         | 贾雨村         |
| 赵志瑶 | 李枕霞         | 史湘云         |
| 韓雨樵 | 鄂爾泰         |                |
| 馬進文 | 陳世倌         |                |

## 与《红楼梦》的关系
根据刘心武对红楼梦的研究，编剧张建伟用三年完成《大清宝典》的剧本，以清朝谜案“乾隆登基与弘皙逆案”为背景，表现了《红楼梦》八十回后的历史故事。尤小刚表示放弃《红楼梦秘史》这个名称是为了避免再拍红楼的误解，也不想招来对《红楼梦》这一敏感题材的无谓纷扰。